# Weezer
Pour les articles concernant les albums éponymes du groupe, consulter Weezer (homonymie).
Ne doit pas être confondu avec Deezer.
Weezer est un groupe de rock américain, originaire de Los Angeles, en Californie. Le groupe est actuellement composé de trois de ses membres fondateurs : le chanteur et guitariste Rivers Cuomo, le batteur, guitariste et choriste Patrick Wilson et le claviériste, guitariste et choriste Brian Bell. Ses titres les plus connus sont Undone – The Sweater Song (en), Buddy Holly, Hash Pipe (en), Island in the Sun, Beverly Hills (en), Pork and Beans et Perfect Situation (en). Son style est situé entre le rock alternatif et la power pop.
Après la signature du groupe chez Geffen Records en 1993, ils publient leur premier album, Weezer (aussi appelé l'album bleu), en 1994. L'album suit des clips des chansons Buddy Holly, Undone – The Sweater Song et Say It Ain't So. Leur deuxième album, Pinkerton (1996), se caractérise par un style musical plus sombre, mais est, comparé à son prédécesseur, un échec commercial. L'album bleu et Pinkerton sont fréquemment cités parmi les meilleurs albums des années 1990.
En 2001, Weezer sort un autre album titré Weezer, aussi connu sous le nom d'album vert, avec un nouveau bassiste, Mikey Welsh. Avec un son plus pop, et grâce aux singles Hash Pipe et Island in the Sun, l'album est un succès commercial. Après la sortie de l'album, Welsh quitte le groupe et est remplacé par le bassiste, choriste et claviériste Scott Shriner en 2002.
Weezer a réalisé quinze albums studio, dont un album de reprises. En 2013, Weezer compte 9,2 millions d'albums vendus aux États-Unis, et plus de 17 millions vendus dans le monde.

## Biographie

### Débuts et l'album bleu (1992–1994)
Weezer existe officiellement depuis le 14 février 1992. Le groupe est formé à Los Angeles, en Californie, où résidait depuis 1989 le chanteur et guitariste Rivers Cuomo, né à New York mais ayant grandi dans le Connecticut. La formation originale est composée de Patrick Wilson à la batterie, Matt Sharp à la basse et Jason Cropper à la seconde guitare (uniquement acoustique au départ), mais ce dernier quitte le groupe et il est remplacé par Brian Bell, membre du groupe local Carnival Art, seulement trois jours avant le début de l'enregistrement du premier album. Weezer, avec Cropper à la batterie, se présente pour la première fois sur scène cinq semaines après sa formation, dans un club appelé Raji's Bar and Ribshack, à Los Angeles, où ils assurent la première partie de Dogstar.
Les influences musicales de Rivers Cuomo sont certains groupes hard rock des années 1980, par exemple Quiet Riot. Il admettra aussi son affection particulière pour Kiss dans In The Garage, un morceau du premier album de Weezer. C'est en arrivant en Californie que Cuomo découvre le rock alternatif, notamment The Pixies. Le 26 juin 1993, Weezer signe un contrat de disques chez DGC, ce qui permet à ses membres d'entrer en studio en août et septembre avec aux consoles Ric Ocasek, ancien chanteur de la formation new wave The Cars. Le premier album est enregistré au Electric Lady Studios de New York. Il parait le 10 mai 1994 et a pour titre Weezer. Les fans se réfèrent à cet album par l'album bleu (en anglais : the blue album) en raison de la couleur de sa pochette.
Le premier extrait de l'album, Undone - The Sweater Song, obtient un certain succès chez les radios universitaires américaines, et un premier clip réalisé par Spike Jonze tourne un peu sur la chaine MTV. Cependant, le succès viendra avec le second extrait de l'album, Buddy Holly. Un nouveau vidéoclip, encore une fois réalisé par Spike Jonze, entre immédiatement dans la rotation lourde de MTV. Ce clip met en vedette les membres de Weezer dans une reconstitution de l'ancienne série télévisée Happy Days. On peut également y apercevoir des membres du groupe That Dog, qui font des caméos en tant que danseurs. La vidéo permet à Weezer de placer son premier album à la 16e place du magazine Billboard en février 1995. Dix ans plus tard, trois millions de copies de l'album bleu sont vendus. Weezer est certifié triple-disque de platine par la RIAA aux États-Unis, et double disque de platine au Canada.
Spike Jonze remportera quatre prix aux MTV Video Music Awards en 1995 pour le clip de Buddy Holly. La vidéo était incluse en bonus sur le CD-ROM de Windows 95 lors de son lancement, afin de démontrer les capacités multimédia du nouveau système.

### Pinkerton(1995–1997)
À la fin décembre 1994, Rivers Cuomo compose de nouvelles chansons, qu'il enregistre sur un 8-pistes. Le concept original que le chanteur et guitariste envisage pour le deuxième album de Weezer est un album concept, qu'il décrit comme un opéra-rock ayant pour thème l'espace, devant s'intituler Songs from the Black Hole. Le groupe commence à travailler sur ce projet au printemps 1995, mais Cuomo abandonnera le concept. Deux chansons, Tired of Sex et Why Bother?, seront enregistrées et apparaîtront sur Pinkerton l'année suivante. Quelques démos, tels Longtime Sunshine, peuvent être trouvées sur Internet.
Le deuxième album de Weezer, Pinkerton, sort le 24 septembre 1996. Bien accueilli par la critique, Pinkerton se vend pourtant moins bien que son prédécesseur, plafonnant à la 19e place du palmarès des ventes sur le magazine Billboard. L'album est plus sombre et torturé, Rivers Cuomo y adoptant un ton plus intimiste, et est élu l'« un des pires albums de 1996 » dont un sondage effectué par Rolling Stone. Cependant, il deviendra finalement l'un des meilleurs albums de Weezer,, ; en 2002, Rolling Stone place Pinkerton 16e meilleur album de tous les temps.
Pinkerton est aussi vaguement basé sur l'opéra Madame Butterfly. B. F. Pinkerton est le nom d'un des personnages de l'opéra, la dernière pièce du disque s'intitule Butterfly, et l'album contient plusieurs références au Japon (où se déroule l'action), à ses habitants, et à certains personnages de l'œuvre de Puccini, par exemple Cio-Cio San. De plus, La toile Kambara yoru no yuki (Night Snow at Kambara) de l'artiste japonais Hiroshige orne la pochette de Pinkerton.
Le groupe adopte une attitude différente, avec des vidéos beaucoup plus sobres, et la promotion de l'album est compliquée par une poursuite intentée par l'agence de détective américaine Pinkerton, fondée au XIXe siècle. Les ventes stagnent, mais un phénomène curieux se produira, puisque Pinkerton deviendra très populaire auprès des fans du groupe durant les années (1997 à 2000) où Weezer s'éclipsera complètement en laissant planer les rumeurs de séparation. Il atteint un statut d'album culte, est certifié or en octobre 2005, plus de neuf ans après sa sortie, et l'écriture de Rivers Cuomo sur Pinkerton aura influencé nombre de groupes emo des années 2000. De nombreux observateurs considèrent ce deuxième opus comme le meilleur disque de Weezer et regrettent que Rivers Cuomo n'ait pas continué dans cette veine plus intimiste. L'album est renié par Cuomo lui-même, qui le qualifiera quelques années plus tard d'album « hideux » et d'« erreur douloureuse s'étant produite devant des centaines de milliers de personnes. » Exception faite de Tired of Sex, Why Bother et, dans de plus très rares occasions, The Good Life, Cuomo refuse d'interpréter Pinkerton en concert. Weezer recommencera ensuite à interpréter El Scorcho.
L'enregistrement de Pinkerton est difficile, Rivers Cuomo prenant à ce moment le contrôle total du groupe. Il voit aussi d'un mauvais œil l'implication du bassiste Matt Sharp dans un autre projet, The Rentals, qui lance un premier album en 1995, avec Pat Wilson à la batterie. La tension entre Cuomo et Sharp cause le départ de ce dernier après la tournée, et l'animosité perdurera quelques années, Sharp attaquant même le groupe en justice en 2002, afin de réclamer des droits sur des chansons écrites en commun. Ils se sont réconciliés par la suite. En 1997, deux fans de Weezer perdent la vie dans un accident de voiture au Colorado alors qu'elles suivaient le groupe pour la tournée. Ces deux filles, Mykel et Carli, étaient les personnes qui géraient le fan club de Weezer. Elles étaient très proches du groupe à tel point qu'une chanson portant leurs noms (Mykel and Carli), parue en face b, leur est dédiée.

### Pause (1997–2000)
À la fin de la tournée suivant l'album Pinkerton, Weezer disparait pendant une longue période. Aucune indication n'est donnée quant à l'avenir du groupe. On apprend en 1998 que Matt Sharp quitte le groupe, mais aucun nom n'est annoncé pour son remplacement,.
Entretemps, les fans du groupe continuent d'alimenter de nombreux sites web et forums de discussion. Les ventes de Pinkerton, qui avaient rapidement stagné, se remettent à progresser, lentement mais sûrement, et ce sans que le groupe ne donne signe de vie. De plus, plusieurs groupes se réclament de Weezer, par exemple Deftones, Ozma, The Get Up Kids, Jimmy Eat World ou Nerf Herder.

### Retour et l'album vert (2000–2001)
Weezer ne refera surface qu'en 2000, avec un nouveau bassiste, Mikey Welsh. Le groupe montera sur scène pour quelques spectacles de la tournée Vans Warped Tour, et plusieurs nouvelles chansons seront enregistrées durant l'été. Regroupées sous l'appellation courante Y2K Summer Sessions, ces morceaux circuleront sur Internet, faisant de Weezer un des premiers groupes à véritablement bénéficier de cette technologie.
Le 15 mai 2001, après près de cinq ans sans avoir sorti d'album, Weezer lance un troisième album, Weezer. Le quatuor appelle ce nouvel album homonyme l'album vert (Green Album), en clin d'œil au surnom de l'album bleu (Blue Album) que les fans donnent au premier album de groupe, lui aussi homonyme. Trois singles sont extraits de ce nouvel album, produit tout comme le premier par Ric Ocasek : Hash Pipe, Island in the Sun et Photograph. L'album, très court (seulement 28:34) fait son entrée à la quatrième place du magazine Billboard aux États-Unis, ce qui en fait le premier disque du groupe à atteindre le top 10 des ventes.
Au cours de la tournée suivant la parution du Green Album, Mikey Welsh quitte Weezer pour des raisons personnelles. Quelques rumeurs circulent selon lesquelles Welsh ne va pas bien et qu'il a été admis dans un hôpîtal psychiatrique. Son successeur, Scott Shriner, participera à l'enregistrement du quatrième album, Maladroit, et fait toujours partie de Weezer.

### Maladroit(2002–2003)
Dès la sortie de l'album vert, Weezer annonce qu'un autre album est déjà en chantier et pourrait sortir la même année. C'est finalement un an moins un jour après l'album vert que Maladroit sort (le 14 mai 2002). Sur cet album, produit par Weezer, comme l'avait été Pinkerton, les influences classic rock de Rivers Cuomo se font ressentir. Il y aura deux singles extraits de l'album, Dope Nose et Keep Fishin. Pour ce second single, Weezer tourne un clip mettant en vedette les personnages du Muppet Show. Plus rock, peu semblable au premier album et définitivement très éloigné de Pinkerton, Maladroit est généralement bien salué par les critiques. À partir de ce moment, il est permis de croire que Weezer est définitivement de retour au travail et qu'une sortie rapide est envisageable pour un cinquième album, mais après la tournée Midget Tour et la parution d'un EP live, The Lion and the Witch, le groupe s'éclipse jusqu'en 2005.

### Make Believe(2004–2006)
Le cinquième album, réalisé en partie par Rick Rubin, sort le 12 mai 2005. Les sessions d'enregistrement avec Rubin sont abandonnées durant la production de l'album, Cuomo retournant lui-même derrière les consoles. Le groupe tient les fans au courant du processus via son site web, mais à aucun moment il n'est question de mésentente entre le réalisateur et le groupe. Il semble plutôt que tout le monde se soit bien entendu puisque, sous la suggestion de Rubin, Rivers Cuomo s'initie durant cette période à la technique de méditation Vipassana et que, musicalement, il s'installa pour la première fois au piano pour un morceau entier, Haunt You Every Day.
Les critiques de Make Believe furent très moyennes, tant de la part des journalistes que des fans de la première heure. L'album, qui continue de bien se vendre un an après sa sortie, s'annonce pourtant le plus gros succès commercial de Weezer. Au printemps 2006, plus d'un million de copies avaient trouvé preneur et le disque s'était hissé à la 2e place du palmarès des ventes aux États-Unis et à la 11e place en Angleterre. Le premier extrait, Beverly Hills, bien appuyé par un clip tourné à la Playboy Mansion d'Hugh Hefner (qui apparaît dans la vidéo) où les fans sont invités via weezer.com, devient le premier morceau du quatuor à atteindre le top 10, et vaut à Weezer une toute première nomination aux Grammy Awards, dans la catégorie meilleure chanson rock.
Perfect Situation est le second single extrait de Make Believe, le plus long album de Weezer à ce jour et le seul pour lequel aucune face B n'a été enregistrée. En 2005, le groupe part en tournée avec The Pixies. Il participe aussi à une tournée baptisée Foozer en compagnie des Foo Fighters. Dans les mois suivant la parution de Make Believe, le groupe laisse planer des doutes sur son avenir. Puis, en juillet 2006, Rivers Cuomo déclare à MTV qu'il n'envisage pas d'enregistrer quoi que ce soit avec Weezer, ce qui relance les rumeurs de séparation. Rivers Cuomo Says Weezer Are 'Done' For Now — Again] Cuomo, installé dans le sud du Japon avec son épouse, dit être plus créatif que jamais, mais qu'il ne voit pas ses nouvelles compositions devenir des chansons de Weezer, tout en ajoutant ne pas trouver d'utilité à l'idée d'une carrière solo. Quelques semaines plus tard, Cuomo nuancera ses propos sur le site web du groupe.

### L'album rouge (2007–2008)
Après plus de deux ans d’inactivité, le groupe annonce sur son site officiel son retour en studio en juillet 2007, pour l'enregistrement d'un sixième album studio avec Rubin. L'album, une nouvelle fois éponyme, sort le 3 juin 2008. La pochette étant de couleur rouge, le groupe invite les fans à surnommer ce nouvel album l'album rouge suivant l'exemple des albums bleu et vert, parus respectivement en 1994 et 2001. Au printemps 2008 sort le premier single extrait de l'album, Pork and Beans, accompagné d'un clip en mai.
Entretemps, Rivers Cuomo sort le 18 décembre 2007 sur Geffen Records un premier disque solo intitulé Alone: The Home Recordings of Rivers Cuomo. Il s'agit d'une compilation de démos enregistrées par Cuomo entre 1992 et 2007. Pour la première fois paraissent officiellement sur cet album des chansons qui étaient destinées plus d'une décennie auparavant à Songs from the Black Hole. En décembre 2007, cinq chansons tirées de Songs from the Black Hole sont parues sur le premier disque solo de Rivers Cuomo, Alone: The Home Recordings of Rivers Cuomo. Il s'agit de Longtime Sunshine, Blast Off!, Who You Callin' Bitch?, Superfriend et Dude, We're Finally Landing.

### Trois albums en un an (2009–2010)
En moins d'un an, Weezer sort trois albums studio, Raditude le 3 novembre 2009, Hurley le 14 septembre 2010, et Death to False Metal le 2 novembre 2010.
Sur l'album Death to False Metal apparait la chanson Turning Up the Radio composée et écrite en collaboration avec des internautes via des sessions collaboratives sur YouTube intitulées Let's write a Sawng. Chaque session animée par Rivers Cuomo faisait évoluer la chanson par étapes : création, développement, écriture des paroles, enregistrement ; les contributeurs pouvaient envoyer leurs idées - Rivers Cuomo sélectionnant ce qu'il jugeait la/les meilleure(s) pour la chanson. Au terme des quatorze sessions étalées sur une période de trois mois, la démo de la chanson est présentée devant un producteur musical. Cette initiative est une illustration, probablement pionnière, du concept de crowdsourcing appliqué au domaine de la musique.

### Everything Will Be...et l'album blanc (2012–2014)
Le 29 septembre 2014, Weezer est de retour avec l'album Everything Will Be Alright in the End dont la production est assurée par Ric Ocasek, déjà impliqué dans l'album bleu et dans le vert.
Le 26 octobre 2015, le groupe publie un nouveau single, Thank God for Girls, sur Apple Music. La semaine suivante, ils publient un deuxième single, Do You Wanna Get High?. Plus tard, le 14 janvier 2016, Weezer publie un troisième single, King of the World, et annonce un quatrième album éponyme, aussi appelé l'album blanc, qui continue dans la lignée de ses prédécesseurs. En soutien à l'album, ils jouent le Weezer and Panic! at the Disco Summer Tour 2016 avec Panic! at the Disco.

### Pacific Daydreamet l'album noir (2017 - 2019)
Peu après la sortie de l'album blanc, Cuomo annonce la possibilité de sortir un nouvel album sous le nom d'album noir (Black Album). Cet album ne verra finalement le jour qu'en mars 2019 ! Toutefois, un autre projet voit le jour avec la publication le 16 mars 2017 d'une nouvelle chanson, Feels Like Summer, qui sera le premier single de l'album Pacific Daydream.
Sans annonce préalable, le groupe publie le 24 janvier 2019 un LP de reprises intitulé The Teal Album, contenant dix reprises de chansons populaires des années 80. Il est suivi un mois plus tard par l'album noir sorti le vendredi 8 mars en France.

### OK HumanetVan Weezer(depuis 2020)
Un nouvel opus à tendance métal au nom évocateur de Van Weezer devait voir le jour en mai 2020. Toutefois, l'épidémie de Covid-19 a eu raison de la mise sur le marché de l'album à cette date (le groupe tenant à sortir l'album juste avant le début de leur tournée mondiale), et l'album fut repoussé à mai 2021,.
Entre-temps, en janvier 2021, le groupe annonce la sortie de l'album OK Human pour la fin du mois avec le single All My Favorite Songs. L'album reçoit des critiques plutôt positives.

## Style musical et influences

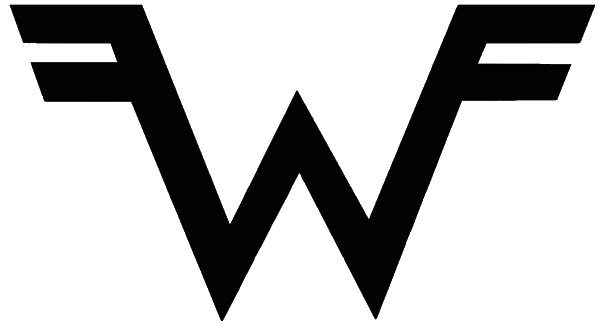
Logo des Weezers, créé en 1992 par Patrick Wilson.

Weezer est catégorisé rock alternatif,,, power pop,,, pop punk,, emo, et rock indépendant. Les membres s'inspirent des groupes Kiss, Nirvana, Pixies, Pavement, Oasis, et Wax,.

## Membres

### Membres actuels
- Rivers Cuomo - chant, guitare (depuis 1992)
- Patrick Wilson - batterie, guitare, chœurs (depuis 1992)
- Brian Bell - guitare, claviers, chœurs (depuis 1993)
- Scott Shriner - basse, claviers, chœurs (depuis 2001)

### Membre de tournée
- Karl Koch – claviers, guitares rythmique et solo, chœurs (depuis 2010)

### Anciens membres
- Jason Cropper - guitare, chœurs (1992-1993)
- Matt Sharp - basse, chœurs (1992-1998)
- Mikey Welsh - basse, chœurs (1998-2001)

## Discographie

### Albums studio
- 1994 : Weezer (The Blue Album)
- 1996 : Pinkerton
- 2001 : Weezer (The Green Album)
- 2002 : Maladroit
- 2005 : Make Believe
- 2008 : Weezer (The Red Album)
- 2009 : Raditude
- 2010 : Hurley
- 2014 : Everything Will Be Alright in the End
- 2016 : Weezer (The White Album)
- 2017 : Pacific Daydream
- 2019 : Weezer (The Teal Album)
- 2019 : Weezer (The Black Album)
- 2021 : OK Human
- 2021 : Van Weezer

### EP
- 2002 : The Lion and the Witch (live)
- 2008 : Christmas with Weezer
- 2022 : SZNZ: Spring
- 2022 : SZNZ: Summer (en)
- 2022 : SZNZ: Autumn (en)
- 2022 : SZNZ: Winter (en)

### Compilations & rééditions
- 2010 : Pinkerton (Edition deluxe incluant 25 titres bonus)
- 2010 : Death to False Metal

## Médias

### Filmographie
- American Pie 2 - Hash Pipe (2001)
- Weezer: Video Capture Device - Treasures from the Vault 1991-2002 (2004)
- Admis à tout prix - Holiday (2006)
- Las Vegas 21 - Everybody Get Dangerous (2008)
- Psych : Enquêteur malgré lui (saison 5, épisode 13) - Troublemaker (2010)
- Shrek 4 : Il était une fin - I'm a Believer (2010)
- Yogi l'ours - My Best Friend (2010)
- Cars 2 - You Might Think (2011)
- The Hard Times of RJ Berger (saison 2, épisode 7) - le groupe y joue son propre rôle (2011)
- La Reine des neiges 2 - Lost In The Wood (2019)
- Shameless (saison 9, épisode 8) - Can’t Knock The Hustle (2019)
- Play - Say It Ain't So (2019)
- Bob l'éponge, le film : Éponge en eaux troubles - It's Always Summer in Bikini Bottom[47] (2020)
- Atypical (saison 4, épisode 9) - Only In Dreams (2021)

### Jeu vidéo
- Weezer : My Name is Jonas - Guitar Hero: Legends of Rock (2007)
- Weezer : Why Bother? (2009)
- Weezer : Ruling Me - Need for Speed Hot Pursuit (2010)
- Weezer : The Good Life - Watch Dogs (2014)
- Weezer : Say is Ain't So - Guitar Hero: iPhone
- Weezer : Say is Ain't So - Rocksmith 2014 (2013)
- Pack DLC de Weezer : Island in the Sun, Buddy Holly, My Name Is Jonas, Undone (The Sweater Song), Hash Pipe - Rocksmith 2014
- Weezer : Buddy Holly - Guitar Hero Live (2015)